# Октябрьское сельское поселение (Костромская область)
Октя́брьское се́льское поселе́ние — муниципальное образование в Мантуровском районе Костромской области.
Административный центр — поселок Октябрьский.

## История
Октябрьское сельское поселение образовано 30 декабря 2004 года в соответствии с Законом Костромской области № 237-ЗКО, установлены статус и границы муниципального образования.
13 июля 2012 года в соответствии с Законом Костромской области от 13 апреля 2012 года № 212-5-ЗКО в состав поселения включено упразднённое Роговское сельское поселение.

## Население
| 2008  | 2010  | 2012  | 2013  | 2014  | 2015  | 2016  |
| ----- | ----- | ----- | ----- | ----- | ----- | ----- |
| 1509  | ↘1097 | ↘1029 | ↗1186 | ↘1150 | ↘1102 | ↘1066 |
| 2017  | 2018  |       |       |       |       |       |
| ↘1033 | ↘989  |       |       |       |       |       |

## Состав сельского поселения
| №  | Населённый пункт | Тип населённого пункта          | Население |
| -- | ---------------- | ------------------------------- | --------- |
| 1  | Абабково         | деревня                         | ↘2        |
| 2  | Ивановское       | деревня                         | ↘4        |
| 3  | Костриха         | железнодорожный разъезд         | →0        |
| 4  | Котельное        | деревня                         | →0        |
| 5  | Красково         | деревня                         | ↗1        |
| 6  | Ломовые          | деревня                         | →0        |
| 7  | Никулино         | деревня                         | ↘5        |
| 8  | Октябрьский      | посёлок, административный центр | ↗1102     |
| 9  | Петрушино        | железнодорожный разъезд         | →0        |
| 10 | Рогово           | деревня                         | ↗195      |
| 11 | Суборь           | деревня                         | ↘0        |
| 12 | Шашки            | деревня                         | →0        |
| 13 | Якутино          | деревня                         | ↗5        |

## Экономика
В 598 личных подсобных хозяйствах находится 258 га. земли, 27 голов  крупного рогатого скота (в т.ч. 17 коров), свиней - 2, овец и коз - 42, птицы – 214 голов.
На территории поселения зарегистрированы следующие предприятия:  
- Лесозаготовительное предприятие - ООО «Октябрьское ЛЗП»,
- 2  лесоперерабатывающих предприятия - ЗАО «ЗИЛ-ЛЕС», ООО «Брант-лес»,
- Сельскохозяйственное предприятие - СПК «Рогово»,
- 4  общества с ограниченной ответственностью, занимающихся торговлей: ООО «Октябрьский» (2 магазина), ООО «Хлеб» (1 магазин,  хлебопекарня), ООО «Виктория» (4 магазина), ООО «Лесная сказка».

На территории поселения зарегистрировано 6 субъектов малого предпринимательства, занимающихся лесозаготовкой, деревопереработкой, торговлей, оказанием бытовых услуг населению.

## Инфраструктура
На территории Октябрьского сельского поселения расположены учреждения образования:
- Октябрьская средняя общеобразовательная школа (численность учащихся - 114 человек)
- Октябрьский детский сад (3 группы на 59 детей);
- Роговская основная школа (численность учащихся - 16 человек)
- Дошкольная группа при Роговской основной школе, которую посещают 11 детей.

Также на территории сельского поселения находятся  учреждения социальной сферы –  это  Дома культуры - МБУК Дом Культуры "Октябрьский" и его филиал Роговский дом культуры, 2 библиотеки,  Октябрьский спортзал и Центр социального здоровья,  с участием которых проходят культурно-массовые мероприятия; 
Учреждения здравоохранения - Октябрьская врачебная амбулатория и Роговский фельдшерский пункт. 
В п.Октябрьский имеется Отделение временного проживания для пожилых граждан и инвалидов.
В п. Октябрьский и в д. Рогово работают почтовые отделения, а также образованы окружные комитеты ТОС.